# گورستان سورکه ول
قبرستان سورکه ول مربوط به عصر آهن است و در شهرستان مریوان، بخش مرکزی، دهستان کوماسی، روستای سورکه ول واقع شده و این اثر در تاریخ ۷ اسفند ۱۳۸۶ با شمارهٔ ثبت ۲۱۵۰۷ به‌عنوان یکی از آثار ملی ایران به ثبت رسیده است.